# Whittle Point
Der Whittle Point ist eine Landspitze an der Nordküste von Coronation Island im Archipel der Südlichen Orkneyinseln. Sie liegt zwischen dem Purdy Point im Nordwesten und dem Findlay Point im Süden.
Das UK Antarctic Place-Names Committee benannte sie 2017. Namensgeber ist der britische Kartograph James Whittle (1757–1818), der gemeinsam mit seinem Geschäftspartner Robert Laurie (1755–1836) Kartenmaterial veröffentlichte.